# Élections sénatoriales de 1959 dans les Côtes-du-Nord
Les élections au Conseil de la République dans les Côtes-du-Nord ont lieu le dimanche 5 avril 1959 pour l'élection des 1 416 délégués élus par les conseils municipaux et le 26 avril 1959 pour le vote de ces délégués.
Elles ont pour but d'élire les 3 sénateurs représentant le département au Sénat pour un mandat de neuf années.

## Mode de scrutin
La constitution de la Cinquième république garde le système créé en 1948, c'est-à-dire un scrutin majoritaire indirect à deux tours, avec un léger correctif proportionnel pour les départements les plus peuplés.

### Première phase le5 avril 1959
Le système électoral commence par une élection de délégués au scrutin indirect direct, dans chaque commune, le conseil municipal votant pour élire un ou des délégués selon la répartition suivante : 
Pour les communes de moins de 9 000 habitants :
- un délégué pour les conseils de neuf et onze membres ;
- trois délégués pour ceux de treize membres ;
- cinq délégués pour ceux de dix-sept membres ;
- sept délégués pour ceux de vingt-et-un membres ;
- quinze délégués pour ceux de vingt-trois membres.

Dans les communes de 9 000 à 30 000 habitants, tous les conseillers municipaux sont délégués de droit.

Dans celles de plus de 30 000 habitants, les conseils votent pour un délégué supplémentaire par tranche de 1 000 habitants.
Ce qui pour les Côtes-du-Nord représente au total 1 416 délégués.

### Seconde phase le26 avril 1959
Les délégués se réunissent à la Préfecture et vote pour les départements de moins de cinq sénateurs au scrutin majoritaire à deux tours.
Pour être élu au premier tour il faut :
- la majorité absolue des suffrages exprimés ;
- au moins le quart des électeurs inscrits.

Au second tour la majorité relative suffit.

## Sénateurs sortants
| Sénateurs | Sénateurs     | Parti    | Fonctions lors de l'élection en 1959 |
| --------- | ------------- | -------- | --- |
|           | Henri Cordier | CNIP     | Conseiller général et ancien maire de Loudéac (1945-1955) Négociant |
|           | André Cornu   | RGR      | Conseiller général de Pléneuf, ancien président du conseil général (1946-1947) et maire d'Erquy Ancien secrétaire d'État (1951-1954), ancien député (1932-1936) Industriel |
|           | Yves Jézequel | RGR-UDSR | Ancien conseiller général (1945-1958) et maire de Lézardrieux (1947-1959) Administrateur des Colonies                                                                      |

## Élections des Conseillers (26 avril 1959)

### Listes candidates
| N°         | Candidats | Candidats       | Parti | Principales fonctions |
| ---------- | --------- | --------------- | ----- | --- |
| 01         |           | André Cornu     | MRP   | Conseiller général de Pléneuf et maire d'Erquy Ancien secrétaire d'État (1951-1954), ancien député (1932-1936) Industriel |
| Remplaçant |           | Paul Menut      | MRP   | Maire du Vieux-Marché Notaire                                                                                             |
|            |           |                 |       | |
| 02         |           | Jean de Bagneux | CNIP  | Conseiller général et maire de Quintin Propriétaire terrien                                                               |
| Remplaçant |           | Pierre Étienne  | CNIP  | Maire de Loudéac Chirurgien                                                                                               |
|            |           |                 |       | |
| 03         |           | Bernard Lemarié | MRP   | Conseiller général et maire de Caulnes Pharmacien                                                                         |
| Remplaçant |           | André Bléjean   | MRP   | Cultivateur à Bégard |

| N°         | Candidats | Candidats         | Parti | Principales fonctions                                                                                   |
| ---------- | --------- | ----------------- | ----- | --- |
| 01         |           | Antoine Mazier    | PSA   | Conseiller général de Saint-Brieuc-Midi Ancien député, ancien conseiller général de Plancoët Professeur |
| Remplaçant |           | Marcel Le Guyader | PSA   | Conseiller général de Paimpol et maire de Ploubazlanec Cultivateur                                      |
|            |           |                   |       | |
| 02         |           | François Clec'h   | PSA   | Conseiller général et maire de La Roche-Derrien Médecin                                                 |
| Remplaçant |           | Jean Kéribin      | PSA   | Maire de Maël-Carhaix Artisan forgeron                                                                  |
|            |           |                   |       | |
| 03         |           | Eugène Besnard    | PSA   | Maire de Plestan Cultivateur                                                                            |
| Remplaçant |           | Joseph Chas       | PSA   | Maire de Plouër Capitaine de la marine marchande                                                        |

| N°         | Candidats | Candidats        | Parti    | Principales fonctions                                                      |
| ---------- | --------- | ---------------- | -------- | -------------------------------------------------------------------------- |
| 01         |           | Alexandre Thomas | SFIO     | Ancien député (1951-1955), maire de Moustéru Cultivateur                   |
| Remplaçant |           | François Kermin  | SFIO     | Maire de La Chapelle-Neuve Commerçant                                      |
|            |           |                  |          |                                                                            |
| 02         |           | André Fairier    | Rad.soc. | Conseiller général et maire de La Chèze Notaire                            |
| Remplaçant |           | Joseph Hourdin   | SFIO     | Conseiller général de Matignon et maire de Pléhérel Dessinateur industriel |
|            |           |                  |          |                                                                            |
| 03         |           | François Broudic | SFIO     | Conseiller général de Tréguier et ancien maire de Plouguiel Cultivateur    |
| Remplaçant |           | Émile Lepetit    | SFIO     | Commerçant à Lamballe                                                      |

| N°         | Candidats | Candidats       | Parti | Principales fonctions                             |
| ---------- | --------- | --------------- | ----- | ------------------------------------------------- |
| 01         |           | André Aubert    | CNIP  | Conseiller général et maire de Dinan Pharmacien   |
| Remplaçant |           | Alexandre Ledan | UNR   | Maire de Pabu Réprésentant                        |
|            |           |                 |       |                                                   |
| 02         |           | Yves Le Jannou  | UNR   | Maire de Perros-Guirec Directeur commercial       |
| Remplaçant |           | René Chrétien   | -     | Ingénieur à Saint-Brieuc                          |
|            |           |                 |       |                                                   |
| 03         |           | François Daniel | UNR   | Conseiller municipal de Rostrenen Industriel      |
| Remplaçant |           | Yves Le Guellec | UNR   | Conseiller municipal de Plouguernével Cultivateur |

| N°         | Candidats | Candidats           | Parti | Principales fonctions |
| ---------- | --------- | ------------------- | ----- | --- |
| 01         |           | Guillaume Le Caroff | PCF   | Conseiller général de Rostrenen et maire de Kergrist-Moëlou Ancien député (1956-1958) Gérant de coopérative agricole                   |
| Remplaçant |           | François Leizour    | PCF   | Ancien conseiller général de Guingamp (1951-1958) Professeur de philosophie                                                            |
|            |           |                     |       | |
| 02         |           | Marcel Hamon        | PCF   | Ancien député (1945-1951 et 1956-1958) Professeur de philosophie                                                                       |
| Remplaçant |           | Lucien Le Verge     | PCF   | Conseiller général de Callac et maire de Maël-Pestivien Cultivateur                                                                    |
|            |           |                     |       | |
| 03         |           | Auguste Le Coënt    | PCF   | Conseiller général et maire de Saint-Nicolas-du-Pélem Ancien conseiller de la République (1946-1948), ancien député (1946) Cultivateur |
| Remplaçant |           | Louis Fauvel        | PCF   | Maire de Saint-Solen Tourneur sur bois                                                                                                 |

### Résultats
|          | André Cornu *       | MRP      | 743   | 52,69  |  |  |
|          | Jean de Bagneux     | CNIP     | 719   | 50,99  |  |  |
|          | Bernard Lemarié     | MRP      | 744   | 52,76  |  |  |
|          |                     |          |       |        |  |  |
|          | Antoine Mazier      | PSA      | 335   | 23,76  |  |  |
|          | François Clec'h     | PSA      | 239   | 16,95  |  |  |
|          | Eugène Besnard      | PSA      | 218   | 15,46  |  |  |
|          |                     |          |       |        |  |  |
|          | Alexandre Thomas    | SFIO     | 184   | 13,05  |  |  |
|          | André Fairier       | Rad.soc. | 123   | 8,72   |  |  |
|          | François Broudic    | SFIO     | 99    | 7,02   |  |  |
|          |                     |          |       |        |  |  |
|          | André Aubert        | CNIP     | 152   | 10,78  |  |  |
|          | Yves Le Jannou      | UNR      | 113   | 8,01   |  |  |
|          | François Daniel     | UNR      | 83    | 5,88   |  |  |
|          |                     |          |       |        |  |  |
|          | Guillaume Le Caroff | PCF      | 145   | 10,28  |  |  |
|          | Marcel Hamon        | PCF      | 151   | 10,71  |  |  |
|          | Auguste Le Coënt    | PCF      | 149   | 10,56  |  |  |
|          |                     |          |       |        |  |  |
| Inscrits | Inscrits            | Inscrits | 1 416 | 100,00 |  |  |
| Votants  | Votants             | Votants  | 1 410 | 99,57  |  |  |
| Exprimés | Exprimés            | Exprimés | 1 410 | 99,57  |  |  |

### Sénateurs élus
| Sénateurs | Sénateurs       | Parti | Fonctions lors de l'élection en 1959 |
| --------- | --------------- | ----- | --- |
|           | Jean de Bagneux | CNIP  | Conseiller général et maire de Quintin Propriétaire terrien |
|           | André Cornu     | MRP   | Conseiller général de Pléneuf, ancien président du conseil général (1946-1947) et maire d'Erquy Ancien secrétaire d'État (1951-1954), ancien député (1932-1936) Industriel |
|           | Bernard Lemarié | MRP   | Conseiller général et maire de Caulnes Pharmacien |